# Diospyros glaucophylla
Diospyros glaucophylla är en tvåhjärtbladig växtart som beskrevs av Bakh. Diospyros glaucophylla ingår i släktet Diospyros och familjen Ebenaceae. Inga underarter finns listade i Catalogue of Life.